# Claes Johanson

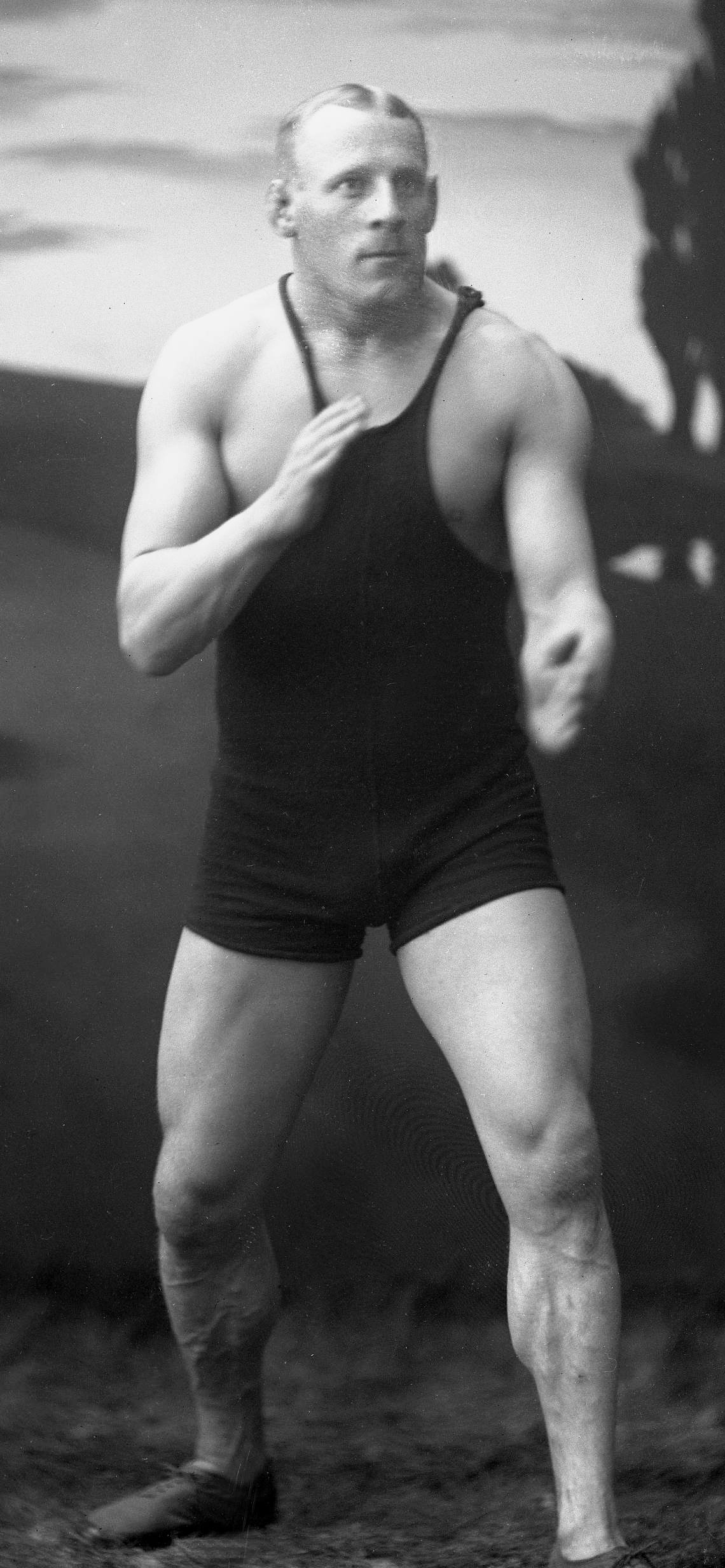
Claes Johanson, 1913

Claes Edvin Johanson (* 4. November 1884 in Hyssna, Mark; † 9. März 1949 in Göteborg) war ein schwedischer Ringer.

## Werdegang
Claes Johanson war in der Zeit kurz vor und kurz nach dem Ersten Weltkrieg einer der dominierenden Ringer in der Welt im griechisch-römischen Stil. Er gehörte dem schwedischen Sportverein Örgryte IS an und wechselte später zum AK (Athletikklubben) Göteborg. Die schwedische Meisterschaft gewann er insgesamt achtmal, 1911 zum ersten Mal und 1920 zum letzten Mal.
Auch auf internationaler Ebene war er sehr erfolgreich, wobei zu bemerken ist, dass alle Meisterschaften, außer den olympischen Turnieren, inoffiziellen Charakter hatten. Sie unterschieden sich oftmals sehr in den Austragungsmodi und in den Gewichtsklasseneinteilungen.
Claes Johanson wurde bei den Olympischen Spielen 1912 in Stockholm im Mittelgewicht und bei den Olympischen Spielen 1920 in Antwerpen im Halbschwergewicht Olympiasieger. Bei seinem dritten Start bei Olympischen Spielen, 1924 in Paris musste er seinem Alter Tribut zollen, er war inzwischen 40 Jahre alt, und kam im Schwergewicht nur auf den 13. Platz. 1912 in London setzte er sich vor dem Russen Martin Klein und dem Finnen Alfred Asikainen, die sich beide einen über elf Stunden dauernden Kampf geliefert hatten, durch. 1920 benötigte er aufgrund eines neuen Reglements nur vier Siege zum Olympiasieg. Im Finale schlug er dabei den Finnen Edil Rosenqvist knapp nach Punkten. 1924 in Paris unterlag er in der zweiten Runde dem völlig unbekannten Franzosen Henri Deglane und musste ausscheiden. Deglane war die Sensation dieses Turniers, denn er gewann seine sechs Kämpfe und wurde vor Edil Rosenqvist und Raymund Badó aus Ungarn Olympiasieger.
Claes nahm auch an den Weltmeisterschaften 1913 in der Jahrhunderthalle in Breslau teil, kam dort aber im Halbschwergewicht nicht unter die ersten drei Sieger, sondern landete auf dem 4. Platz. Aus diesem Turnier sind Siege von Claes Johanson über Alfred Lindblad aus Schweden und den Breslauer Metzgergesellen Karl Paulini dokumentiert.
1913 startete er auch bei der Europameisterschaft in Budapest und gewann dort den Titel im Mittelgewicht u. a. mit Siegen über August Jokinen, Finnland, Spitzer, Ungarn, Conrad Aberg, Finnland und Robert Oksa aus Finnland. Es handelte sich dabei um jenen Robert Oksa, der von Beginn der 1930er Jahre bis in die 1960er Jahre schwedischer Nationaltrainer war und die schwedischen Ringer zu großartigen Erfolgen führte.
Claes Johanson war schließlich auch bei der Weltmeisterschaft 1913 in Helsinki im Halbschwergewicht am Start. Er war aber nicht in Form, denn er verlor von seinen 13 Kämpfen, die er zu bestreiten hatte 12, kämpfte nur einmal unentschieden und landete auf dem 14. und letzten Platz.

## Internationale Erfolge
(OS = Olympische Spiele, WM = Weltmeisterschaft, EM = Europameisterschaft, Mi = Mittelgewicht, Hs = Halbschwergewicht, S = Schwergewicht, damals bis 75 kg, 82,5 bzw. 83 kg und über 82,5 bzw. 83 kg Körpergewicht)
- 1912, Goldmedaille, OS in Stockholm, GR, Mi, vor Martin Klein, Russland, Alfred Asikainen, Finnland, Conrad Aberg, Finnland, August Jokinen, Finnland und Johannes Sint, Niederlande;
- 1913, 14. Platz, WM in Helsinki, GR, Hs, Sieger: Alfred Asikainen vor Anders Ahlgren, Schweden und Arvo Lumme, Finnland;
- 1913, 1. Platz, EM in Budapest, GR, Mi, vor Arpád Miskey, Ungarn und József Sugár, Ungarn;
- 1913, 4. Platz, WM in Breslau, GR, Hs, hinter Ernst Nilsson, Schweden, Johann Trestler, Österreich und František Kopřiva, Böhmen;
- 1920, Goldmedaille, OS in Antwerpen, GR, Hs, vor Edil Rosenqvist, Finnland, Johannes Eriksen, Dänemark, Axel Tetens, Dänemark, Johannes Sint und Emil Walhem, Belgien;
- 1924, 13. Platz, OS in Paris, GR, S, nach Sieg über Otto Szelky, Ungarn und Niederlage gegen Henri Deglane, Frankreich

## Schwedische Meisterschaften
Claes Johanson gewann die schwedische Meisterschaft im Halbschwergewicht 1911, 1914, 1915, 1916, 1917, 1919 und 1920 und im Mittelgewicht 1918.